# Паисий Святогорец
Паи́сий Святого́рец (греч. Παΐσιος Αγιορείτης Паи́сий Агиорит, мирское имя Арсе́ниос Эзнепи́дис, греч. Αρσένιος Εζνεπίδης; 25 июля (7 августа) 1924, Фарасы, Каппадокия — 12 июля 1994, Монастырь Иоанна Богослова, Суроти, ном Салоники, Греция) — схимонах Константинопольской православной церкви. Один из самых уважаемых греческих старцев и духовных лидеров греческого народа XX века, монах Афонской горы, известный своей подвижнической жизнью, духовными наставлениями и пророчествами. Паисия Святогорца широко почитают как старца во всем православном мире. Святой преподобный Константинопольской и Русской православных церквей.

## Биография
Родился 25 июля 1924 года в Каппадокии, в семье Евлампии и Продромоса Эзнепидис, как раз перед обменом населения между Грецией и Турцией. Имя Арсений (Арсениос, греч. Αρσένιος) он получил от Святого Арсения Каппадокийского, который его крестил и предсказал монашеское будущее. В сентябре 1924 года семья Езнепидисов поселилась в городе Коница (греч. Κόνιτσα) в Эпире, в 66 км от Янины. Арсений здесь вырос и после окончания школы получил профессию плотника.
В 1945 году Арсений был призван в действующую армию, где три с половиной года служил радистом. Во многих публикациях, посвященных жизни Старца, его называют «Божьим радистом». На самом деле Старец, приводя в пример свою военную службу, ответил кому-то, кто усомнился в полезности уединенной жизни, что монахи являются «радистами Бога», имея в виду их горячую молитву и заботу об остальном человечестве. Он демобилизовался из армии в 1949 году. В то время в Греции шла гражданская война. После окончания войны он хотел начать монашескую жизнь, но ему было необходимо сначала помочь своим сёстрам. В 1950 году он пошёл на гору Афон: стал послушником духовника Кирилла, будущего игумена монастыря Кутлумуш на Афоне.
Затем Кирилл направил послушника в монастырь Эсфигмен, где Арсений был послушником в течение четырёх лет и 27 марта 1954 года был пострижен в рясофор с именем Аверкий.
12 марта 1957 года старцем Симеоном пострижен в малую схиму с наречением имени Паисий в честь митрополита Кесарийского Паисия II, который тоже был родом из Фарасы Каппадокийской.
В 1958 году из Стомио Коницкой его просили прийти помочь остановить распространение протестантов, старец пошёл и жил в обители Рождества Богородицы в Стомио, оттуда отправился в 1962 году на Синай. В 1964 году Паисий вернулся на Афон и поселился в Иверском скиту. В то время он был духовным чадом русского монаха Тихона, подвизавшегося в духовном подвиге в ставроникитянской келье Святого Креста. Старец Паисий с большим почтением относился к своему старцу Тихону и всегда с волнением говорил о нем.
В 1966 году он серьезно заболел и был госпитализирован в больницу «Георгиос Папаниколау» в Салониках, где перенес операцию, в результате которой были частично удалены легкие. В период, пока он не выздоровел и не вернулся на гору Афон, он оставался в монастыре Иоанна Богослова в Суроти. После выздоровления он вернулся на гору Афон и в 1967 году переехал в Катунакию, а именно в Лавреотикскую келью Ипатия. Затем его перевели в монастырь Ставроникита, где он оказал значительную помощь в ручной работе, внеся свой вклад в обновление монастыря. С мая 1978 года отец Паисий поселился в келье Панагуда монастыря Кутлумуш. Сюда к нему потянулись тысячи людей. В октябре 1993 года старец поехал с Горы Афон в монастырь святого Иоанна Богослова в Суроти.
В середине 1970-х годов Паисий вместе с Георгием II активно помогал иеромонаху Косме Григориату в организации и начале работы миссии афонского монастыря Григориат, которая работала в Колвези (Заир, с 1997 года Демократическая Республика Конго).
В миссии работал интернат для мальчиков, было открыто 55 приходов, крещено более 1500 аборигенов до того момента, как 27 января 1989 года Косма Григориат погиб в автокатастрофе.
Жизнь старца, принимавшего визиты духовных детей и паломников, известна подробно. Одним из наиболее ярких проявлений монашеских добродетелей Паисия Святогорца было его крайнее нестяжание.
Болезни.
Несмотря на противопоказания врачей, старец Паисий вел тяжелую аскетическую жизнь и занимался физическим трудом, что еще больше усугубляло состояние его здоровья.
После 1993 года у него были кровоизлияния в мозг, но он отказался от госпитализации. В ноябре того же года он в последний раз покинул гору Афон и отправился в монастырь Иоанна Богослова в Суроти-Василиске возле Салоников на день памяти Преподобного Арсения Каппадокийского (10 ноября). Там он пробыл несколько дней, а когда готовился к отъезду, ему стало плохо, и его отвезли в больницу, где у него диагностировали опухоль в толстой кишке. 4 февраля 1994 года он был прооперирован. Тем не менее болезнь не прекратилась, а дала метастазы в легкие и печень.
13 июня Старец объявил о своём желании вернуться на Афон. Однако высокая температура и одышка вынудили его остаться. В конце июня 1994 года врачи объявили, что срок его жизни составляет не более двух-трех недель. В последние дни своей жизни он решил не принимать лекарства или обезболивающие, несмотря на ужасные боли, вызванные его болезнью. В понедельник, 11 июля, он причастился в последний раз, стоя на коленях перед своей кроватью.
Он скончался 12 июля 1994 года в возрасте 69 лет и был похоронен в монастыре Иоанна Богослова в Суроти около Салоник. С тех пор каждый год с 11 по 12 июля там проводится всенощное бдение с участием тысяч верующих. Место его погребения стало святыней для всего православного мира.

## Пророчества
Старец Паисий известен как автор антитурецких пророчеств, довольно радикальных по содержанию. В своей книге, озаглавленной «Слова мудрости и благодати старца Паисия Агиорита» (1990), он возвещал о грядущей войне Греции с Турцией, в которой Греция одержит победу благодаря помощи России и расширит свои территории, вернув себе Константинополь; при этом треть турок примет православие, другая треть станет беженцами, а оставшиеся погибнут в конфликте. Сам старец Паисий говорил, что слова о турецком вторжении исходят очень часто от тех, кто в случае войны сам перейдёт на сторону турок; но при этом был убеждён, что Греция вернёт себе в будущем Константинополь, а если Европа открыто поддержит курдов и армян, то Турция может прекратить своё существование как государство.
Некоторые российские издания заговорили о пророчестве после того, как 24 ноября 2015 года турецкой авиацией был сбит российский самолёт Су-24.

## Чудотворения
Иеромонах Исаак в книге «Житие старца Паисия Святогорца», помимо многочисленных свидетельств о прижизненных и посмертных исцелениях, совершённых по молитвам старца, приводит сведения и о других чудесах, в частности, о явлениях преподобному Иисуса Христа, Богородицы, святых Пантелеимона и Лукиллиана, Арсения Каппадокийского, трёх святителей, святой Евфимии Всехвальной и др.

## Канонизация

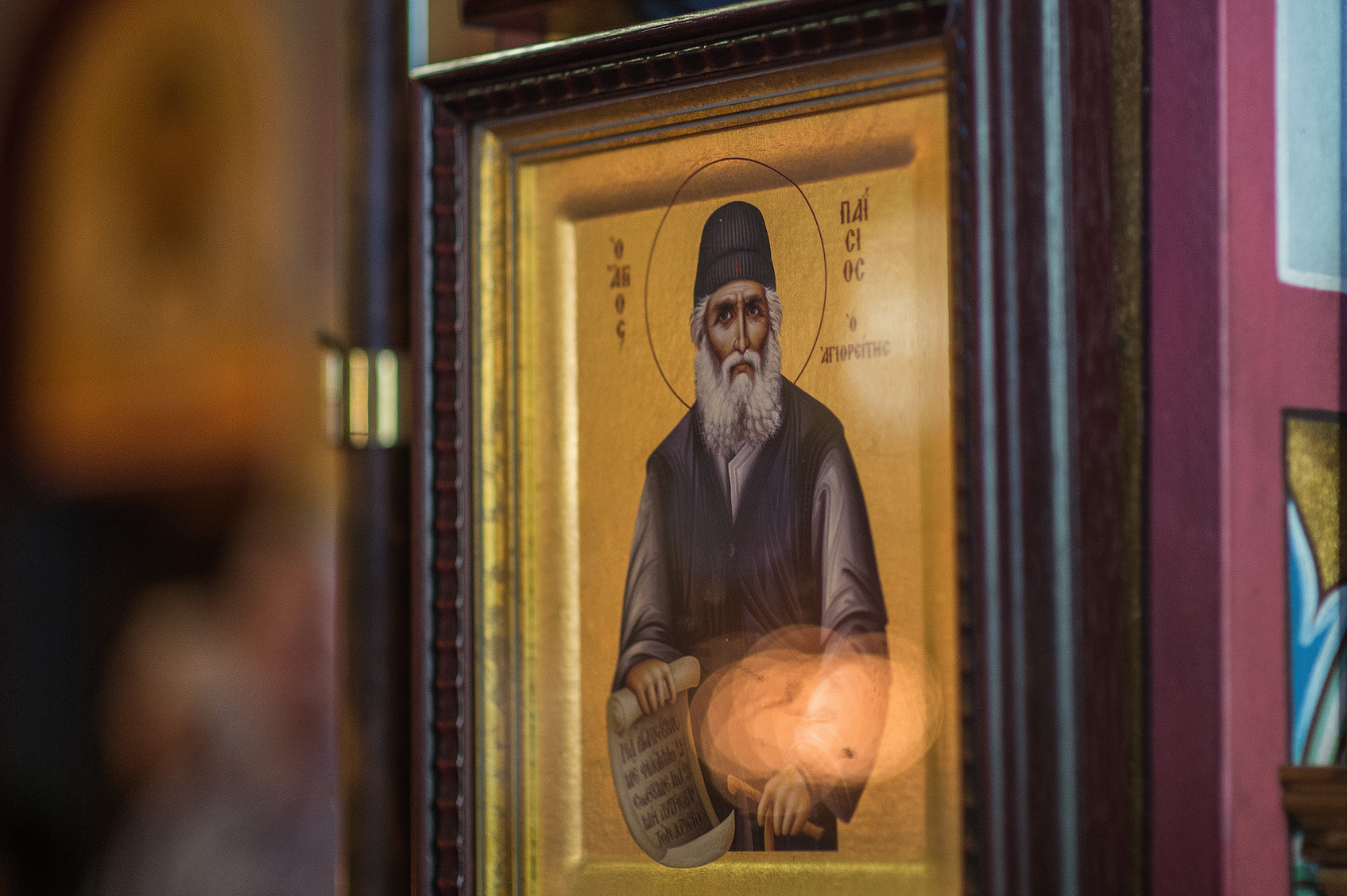
Икона Паисия Святогорца в Иоанно-Предтеченском соборе в Вашингтоне

13 января 2015 года Священный синод Константинопольской православной церкви после подробного изучения представленных фактов единогласно постановил причислить к лику святых схимонаха Паисия Агиорита (Святогорца) с установлением памяти в день его преставления — 12 июля н. ст. (29 июня ст. ст.).
5 мая того же года Священный синод Русской православной церкви включил преподобного Паисия Святогорца в месяцеслов Русской православной церкви.

## Фильмы
- По мотивам жизни Паисия Святогорца создан фильм «Старец Паисий и я, стоящий вверх ногами» (2012), режиссёр Александр Столяров.
- Паисий Святогорец: Рождение, Детство, Молодость Фильм 1/7, режиссёр Александр Куприн
- Паисий Святогорец: Начало монашеского пути Фильм 2/7, режиссёр Александр Куприн
- Паисий Святогорец: Синайский отшельник Фильм 3/7, режиссёр Александр Куприн
- Паисий Святогорец: Возвращение на Афон Фильм 4/7, режиссёр Александр Куприн
- Паисий Святогорец: Панагуда Фильм 5/7, режиссёр Александр Куприн
- Паисий Святогорец: Последние годы жизни Фильм 6/7, режиссёр Александр Куприн
- Паисий Святогорец: Прославление Фильм 7/7, режиссёр Александр Куприн

## Книги
- Слова. Том I. С болью и любовью о современном человеке
- Слова. Том II. Духовное пробуждение
- Слова. Том III. Духовная борьба
- Слова. Том IV. Семейная жизнь
- Слова. Том V. Страсти и добродетели
- Слова. Том VI. О молитве
- Афонский старец Хаджи-Георгий
- Отцы святогорцы и святогорские истории
- Святой Арсений Каппадокийский
- Письма